# Toyota 88C-V
Der Toyota 88C-V war ein Prototyp, der 1988 bei Sportwagenrennen zum Einsatz kam.

## Entwicklungsgeschichte und Technik
Der Toyota 88C-V war ein Ableger des Modells 88C. Während der 88C neben den Einsätzen in der All Japan Sports Prototype Championship auch in der Sportwagen-Weltmeisterschaft und der IMSA-GTP-Serie gemeldet wurde, fuhr der 88C-V fast nur in der japanischen Meisterschaft. Der wesentliche Unterschied zum 88C war der Motor. Ein 3,2-Liter-Aggregat hatten die Toyota-Techniker für den 88C entwickelt. In der Sportwagen-Weltmeisterschaft hatte der Treibstoffverbrauch wesentlichen Einfluss auf den Erfolg, da sich die Zahl der notwendigen Tankstopps auf die Konkurrenzfähigkeit auswirkte. Der Verbrauch des R32-Motors war hoch, sodass bei den Renneinsätzen des 88C der bewährte 2,1-Liter-Motor eingebaut wurde. Das erste R32-Triebwerk war ein Reihenvierzylinder, bei gleicher Hubraumgröße folgte im 88C-V der R32V mit acht Zylindern in V-Form.
Das Chassis basierte auf dem des 88C. Veränderungen gab es im Heck, um eine bessere Kühlung des V8-Motors zu erreichen.

## Renngeschichte
Der 88C-V kam nur bei drei Rennen zum Einsatz. Das Debüt hatte der Wagen beim 500-Meilen-Rennen von Fuji 1988. Gefahren von Geoff Lees, Masanori Sekiya und Keiichi Suzuki fiel der Wagen mit einem Schaden an der Kraftübertragung aus. Die erste Zielankunft gab es mit dem 16. Gesamtrang beim 1000-km-Rennen von Suzuka 1988.
Zwei Fahrzeuge meldete Toyota Team Tom’s beim 1000-km-Rennen von Fuji 1988. Das Rennen zählte neben der japanischen Meisterschaft auch zur Sportwagen-Weltmeisterschaft dieses Jahres. Die Fahrertrios Stefan Johansson/Paolo Barilla/Hitoshi Ogawa und Geoff Lees/Masanori Sekiya/Keiichi Suzuki beendeten das Rennen auf den Rängen 21 und 22.